# Căpreni (gmina)
Căpreni – gmina w Rumunii, w okręgu Gorj. Obejmuje miejscowości Aluniș, Brătești, Bulbuceni, Căpreni, Cetatea, Cornetu, Dealu Spirei i Satu Nou. W 2011 roku liczyła 2174 mieszkańców.